# PTFE vlákna
PTFE vlákno je syntetický produkt z polytetrafluorethylenu (PTFE).

Chemická struktura PTFE

Vlákna se začala vyrábět v roce 1954 pod značkou Teflon®, mimo toho jsou známé např. Profilen®, Fluon® aj.
Rozsah výroby není veřejně známý. Z dostupných informací se dá jen odvodit, že koncem 2. dekády 21. století vyráběné množství nepřesahuje 10 000 tun ročně.
(Výroba PTFE surovin (granulát, prášek a tekutá disperse) dosáhla v roce 2015 cca 165 000 tun, průměrná prodejní cena 11 USD/kg).

## Výroba fluorového filamentu

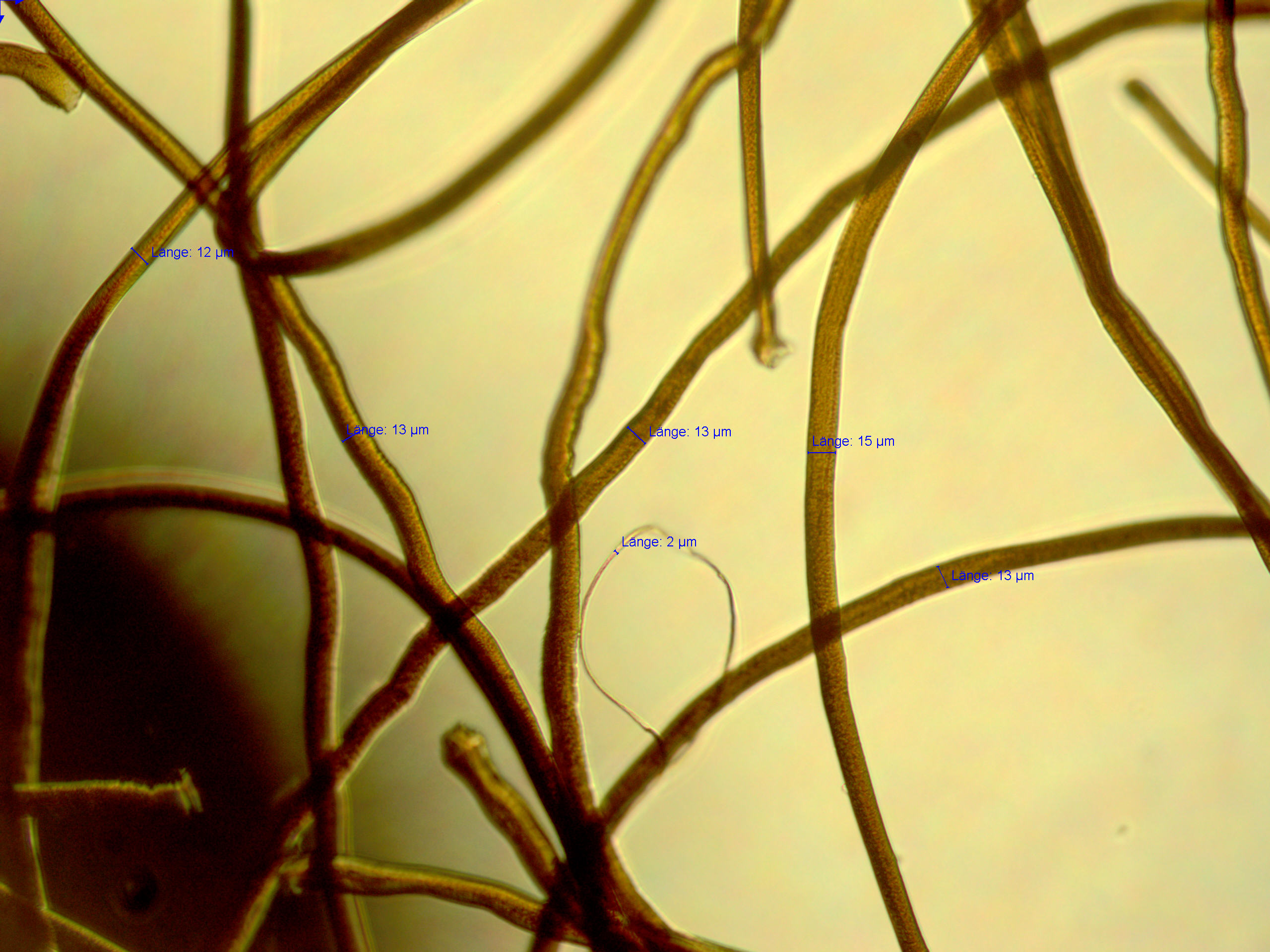
Hnědá PTFE vlákna (cca 350× zvětšená)

- Nejznámější je technologie zvlákňování s použitím matrice. Výchozí surovina je zde vodnatá disperze získaná emulzní polymerací monomerního PTFE, polymerní matrice obsahuje 60 % PTFE, 8 % vikózy a daslí příměsi. Vznikající vlákno se potom zahřívá na 350–400 °C, matricová část se při tom rozkládá, fluorové částice se spékají (sintrují), sedminásobným protažením dostávají podélnou orientaci a hotové vlákno potřebnou pevnost. [5]

Textilní vlákno se dá vyrobit jen s obsahem PTFE ve zvlákňované směsi mezi 75 a 96 %. V hotovém vláknu zůstanou cca 4 % zbytků matrice, které mu dávají tmavohnědou barvu a proto se mu někdy říká hnědý teflon.
Vlákna mají pevnost 10-20 cN/tex, tažnost 18 %, sráživost při vyšších teplotách 10 20 %, trvale snáší teploty do 250 °C.
- Druhá známá metoda je zvlákňování z vytlačované pasty. Pasta obsahuje vedle PTFE 15-25 % maziva. Kombinací extruze a roztahování v horkém prostředí se ve vláknu tvoří póry (0,5-1,0 µm) s podílem až 96 % na objemu materiálu. Tzv. ePTFE vlákna mají hmotnost 0,2-2,2 g/cm³, pevnost 10-60 cN/tex, tažnost 3,5 % a trvale snáší teplotu do 260 °C.[5]
- Jiné metody zvlákňování nejsou ekonomické a fyzikální vlastnosti vláken jsou nedostačující.[7]

## Vlastnosti PTFE vláken

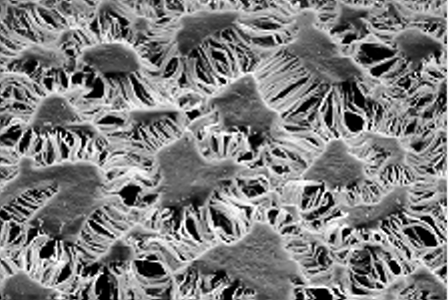
Membrána z PTFE s póry cca 10 µm (na Gore-Texu)

Vlákna sestávají z polymerních uhlíkových řetězců chráněných atomy fluoru (viz nákres vpravo nahoře).
Materiál se dodává většinou jako hrubý filament s jemností jednotlivých fibril cca 5–25 dtex, známý je však i jako monofil a staplová vlákna.
Vlákno má vynikající odolnost proti účinkům beta, gama a UV záření a chemikálií. Odpuzuje vlhkost a je téměř nehořlavé (95% LOI).
Hybridní filamenty ze směsi PTFE s aramidovými nebo skleněnými vlákny jsou určeny pro zpracování do kompozitů.

## Použití
- Tkané a splétané obaly[10]
- Filtry a membrány[11]
- Sportovní oděvy a obuv[12]
- Ochranné oděvy[13]
- Kluzná ložiska, lodní plachty, elektrostatické izolace, zubní implantáty[5]

## Textilie s obsahem fluoru

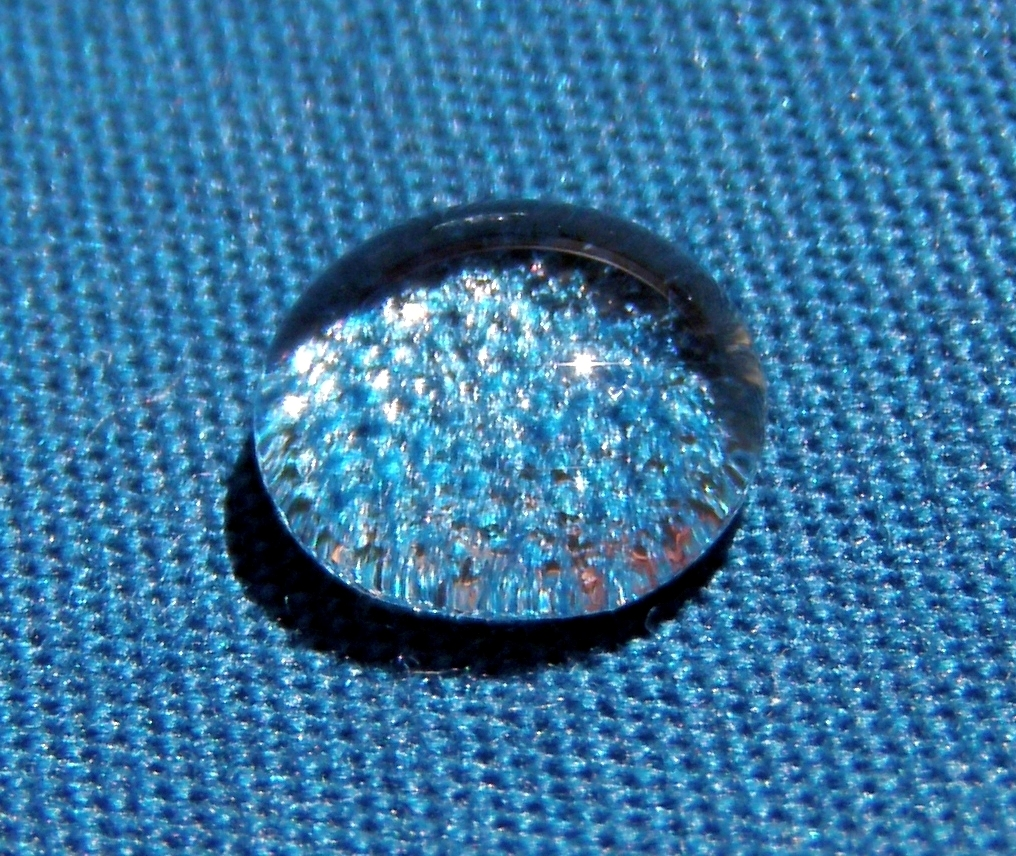
Tkanina impregnovaná roztokem PTFE

- Textilní vlákna se dají vedle PTFE vyrábět také ze sloučenin:

ethylen-chlorotrifluoroethylenu (ECTFE), ethylen-tetrafluoroethylenu (ETFE), polychlorotrifluoroethylenu (PCTFE), perfluoroalkoxy (PFA) a polyvinyl-fluoridu (PVF)
Průmyslová výroba je dosud (do 2. dekády 21. století) známá jen u vláken z pryskyřice perfluoroalkoxy (PFA). Tento materiál má velmi podobné vlastnosti jako PTFE, liší se způsobem výroby (tavné zvlákňování).
- Povrstvené/impregnované textilie (např. tkaniny ze skleněných přízí) se vyrábí tak, že se textilie ponoří do PTFE disperse, suší a sintruje ve formě fólie.[3] [16]
- Příze impregnované (coated) se namáčí ve vodném roztoku PTFE a suší horkým vzduchem.[17] Příze (např. ze skleněných nebo polyesterových filamentů) jsou kompletně obaleny impregnační látkou s obsahem 10-20 % PTFE.[18]

Celosvětový výnos z prodeje PTFE výrobků pro textilní účely (vlákna pro tkané a netkané textilie a textilie impregnované PTFE) se v roce 2018 odhadoval na 671 milionů USD.